# Hällefors församling
Hällefors församling var en församling i Västerås stift och i Hällefors kommun. Församlingen uppgick 2006 i Hällefors-Hjulsjö församling. 

## Administrativ historik
Församlingen bildades 1644 genom en utbrytning ur Grythyttans församling.
Församlingen var mellan 1644 och 1803 annexförsamling i pastoratet Grythyttan och Hällefors, för att därefter till 1983 utgöra ett eget pastorat. Från 1983 moderförsamling i pastoratet Hällefors och Hjulsjö. Församlingen uppgick 2006 i Hällefors-Hjulsjö församling.

## Organister
| Verksam   | Namn                      | Levnadstid |
| --------- | ------------------------- | ---------- |
| 1959–1964 | Eivor Margareta Nordström | 1931–      |

## Kyrkor
- Hällefors kyrka